# Zygothrica australiaensis
Zygothrica australiaensis är en tvåvingeart som beskrevs av Prigent 2006. Zygothrica australiaensis ingår i släktet Zygothrica och familjen daggflugor. Inga underarter finns listade i Catalogue of Life.